# غاستون ديل
غاستون ديل (بالفرنسية: Gaston Diehl)‏ هو صحفي ومخرج فرنسي، ولد في 10 أغسطس 1912 في باريس في فرنسا، وتوفي في 12 ديسمبر 1999.

## وصلات خارجية
- غاستون ديل على موقع IMDb (الإنجليزية)
- غاستون ديل على موقع قاعدة بيانات الأفلام السويدية (السويدية)
- غاستون ديل على موقع قاعدة بيانات الفيلم (الإنجليزية)
- غاستون ديل على موقع كينوبويسك (الروسية)